# Sierra da Boa Viagem

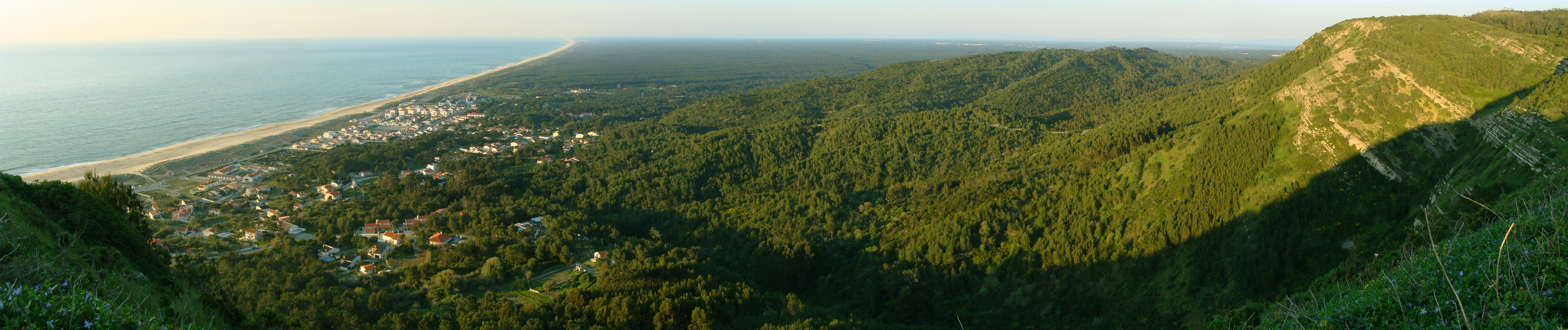
Sierra del Buen Viaje y playa de Quiaios

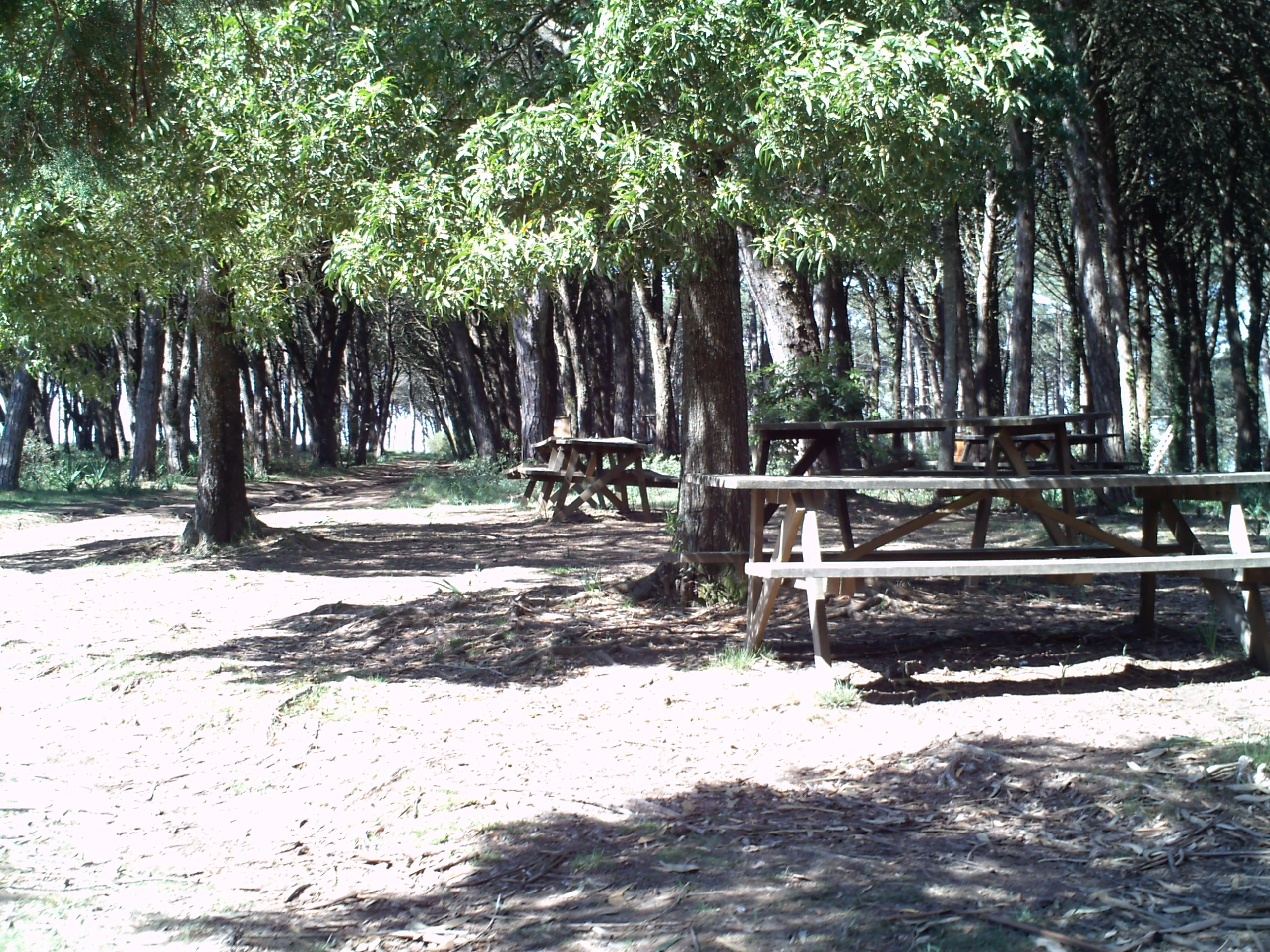
La sierra del Buen Viaje

La sierra de Nuestra Señora del Buen Viaje (en portugués: Serra da Boa Viagem) es una pequeña sierra costera de Portugal localizada a tres kilómetros al norte de la ciudad de Figueira de la Foz, en el distrito de Coímbra. Con 261,88 metros de altitud, es el vértice geodésico de la Bandera, en la freguesia de Quiaios.
Cerca de 83% de su área se sitúa en las cotas de los 150 a 250 metros de altura.
El hecho de que esta elevación se encuentra junto del océano Atlántico, confiere a esta, y a toda la zona envolvente, un paisaje de singular belleza, donde destaca el "Parque Natural de la Sierra del Buen Viaje" con un vasto patrimonio natural, arqueológico y paisajístico. En su extremo occidental se sitúa el Cabo Mondego.
Su vegetación está constituida por pinos, cedro de San Juan, tojo y brezo, entre otros.
- Datos: Q2273940
- Multimedia: Serra da Boa Viagem / Q2273940